# 勃艮第门
勃艮第门（Porte de Bourgogne）是一座城门，古典主义式样，建于1750年到1755年，位于法国阿基坦大区吉伦特省波尔多，面向皮埃尔桥，连接维克多雨果林荫道（Cours Victor Hugo）。建筑师昂热 - 雅克·加布里埃尔。1921年列为法国历史古迹。